# Vuurtoren van Grevelingen
De Vuurtoren van Grevelingen is een vuurtoren aan de monding van de Aa in de tot de gemeente Grevelingen (Gravelines) behorende plaats Petit-Fort-Philippe.
Deze vuurtoren werd gebouwd in 1837-1838 en het licht werd het eerst ontstoken in 1843. De toren heeft dienst gedaan tot 1985. In 2010 werd hij ingeschreven als monument historique. Aan de voet van de toren bevindt zich het vuurtorenwachtershuis.
De toren is 25,5 meter hoog en het licht bevindt zich 29 meter boven zeeniveau. De toren wordt beklommen via een trap met 116 treden. Tot 1932 was hij wit van kleur, daarna verkreeg hij de zwarte spiraal op witte achtergrond, waardoor hij de bijnaam black and white verwierf.
Aanvankelijk werd het licht door de verbranding van koolzaadolie verkregen. Sedert 1904 werd een petroleumvergasser benut. Tijdens de Tweede Wereldoorlog werd de toren onklaar gemaakt door de bezetter, die ook de lantaarnkoepel ontvreemdde. De toren werd hersteld en kreeg in 1949 elektrisch licht. In 1985 werd de vuurtoren buiten bedrijf gesteld en in 2004 werd hij aangekocht door de gemeente Grevelingen.
De vuurtoren is toegankelijk voor publiek.